# Strażnica WOP Boboluszki

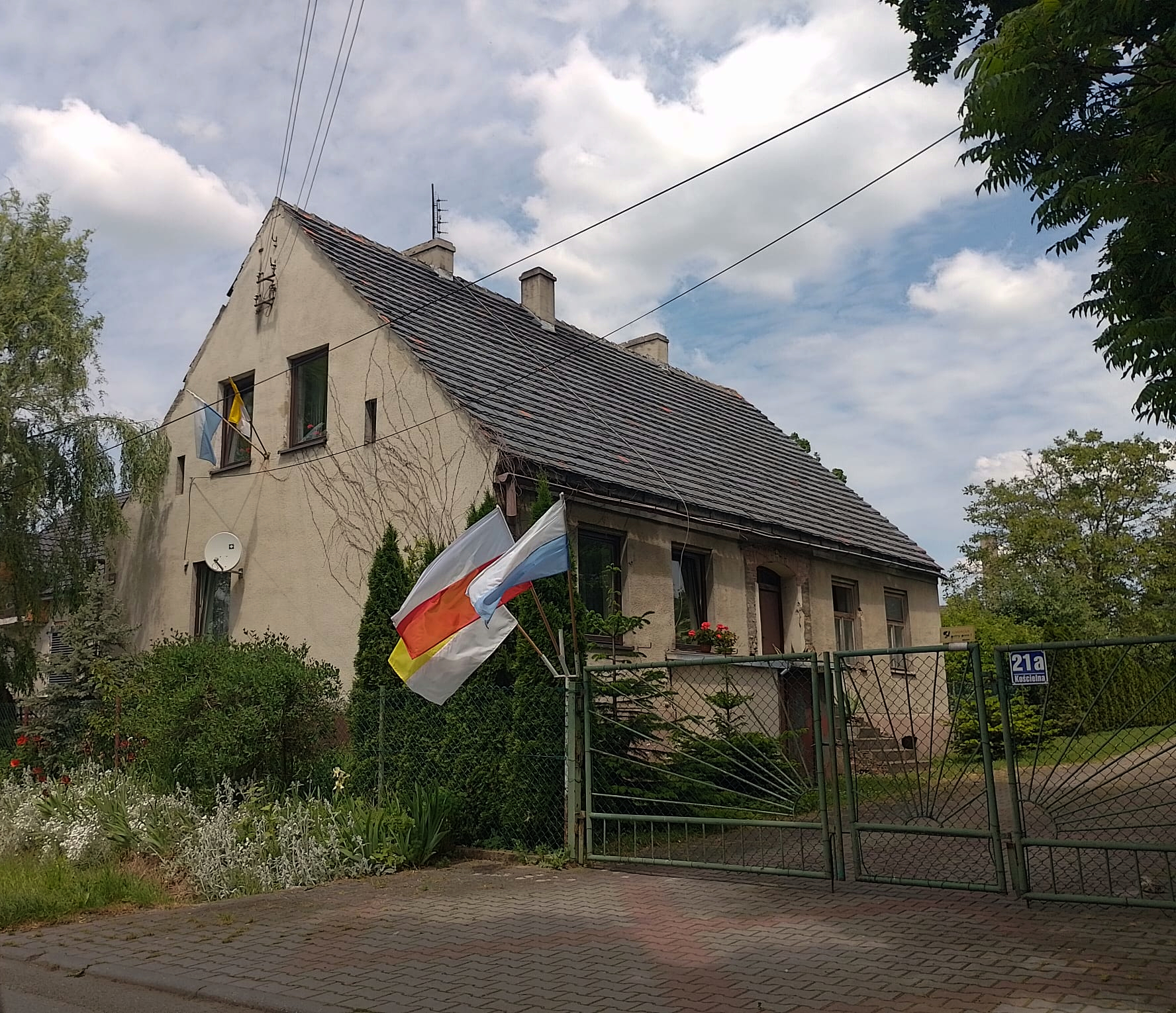
Boboluszki, ul. Kościelna 21a – jeden z byłych budynków strażnicy (czerwiec 2023)

Strażnica Wojsk Ochrony Pogranicza Boboluszki – zlikwidowany podstawowy pododdział Wojsk Ochrony Pogranicza pełniący służbę graniczną na granicy polsko-czechosłowackiej.

## Formowanie i zmiany organizacyjne
Strażnica została sformowana w 1945 w strukturze 46 komendy odcinka Racibórz jako 216 strażnica WOP (Boboluszki) o stanie 56 żołnierzy. Kierownictwo strażnicy stanowili: komendant strażnicy, zastępca komendanta do spraw polityczno-wychowawczych i zastępca do spraw zwiadu. Strażnica składała się z dwóch drużyn strzeleckich, drużyny fizylierów, drużyny łączności i gospodarczej. Etat przewidywał także instruktora do tresury psów służbowych oraz instruktora sanitarnego.

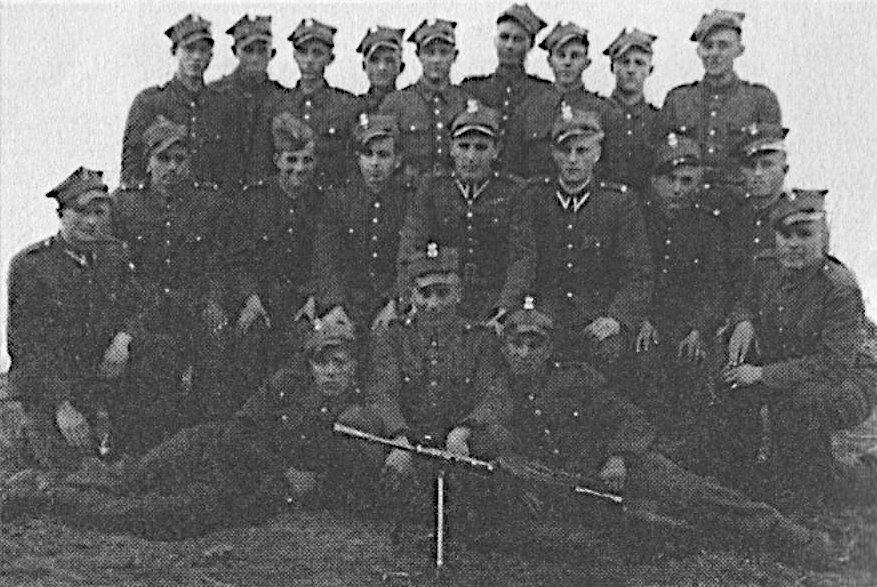
Załoga strażnicy WOP Boboluszki, w środku d-ca strażnicy por. Ludwik Gembarzewski (1949)

W związku z reorganizacją oddziałów WOP 24 kwietnia 1948, 216 strażnica OP Boboluszki została włączona w struktury 67 batalionu Ochrony Pogranicza, a 1 stycznia 1951 44 batalionu WOP w Głubczycach.
Od 15 marca 1954 wprowadzono nową numerację strażnic, a strażnica WOP Boboluszki otrzymała nr 224 w skali kraju.
W 1956 rozpoczęto numerowanie strażnic na poziomie brygady. Strażnica III kategorii Boboluszki była 14 w 4 Brygadzie Wojsk Ochrony Pogranicza.
1 stycznia 1960 była jako 12 strażnica WOP IV kategorii Boboluszki.
4 lipca 1961 rozformowano 44 batalion WOP w Głubczycach i strażnica weszła w struktury 43 batalionu WOP w Raciborzu.
1 stycznia 1964 była jako 13 strażnica WOP lądowa IV kategorii Boboluszki.
Strażnica WOP Boboluszki została rozwiązana w 1976, a ochraniany przez strażnicę odcinek granicy państwowej, przejęła Strażnica WOP Pilszcz.

## Ochrona granicy
W 1960 12 strażnica WOP Boboluszki IV kategorii ochraniała odcinek granicy państwowej o długości 11368 m:
- Włącznie znak graniczny nr 75/4, wyłącznie znak gran. nr IV/85.
- W okresie zimowym pas śnieżny sprawdzany był minimum: na głównym kierunku dwukrotnie, na pozostałym raz w ciągu doby.
- Współdziałała w zabezpieczeniu granicy państwowej z:
  - Strażnice WOP w: Pilszczu i Bliszczycach
  - Sekcja Zwiadu WOP w Raciborzu
- W ochronie granicy dowódca strażnicy ściśle współpracował ze swoimi odpowiednikami tj. naczelnikami placówek OSH (Ochrana Statnich Hranic) CSRS:
  - Vávrovice
  - Krnov.

1 stycznia 1964 na ochranianym odcinku funkcjonowały przejścia graniczne małego ruchu granicznego (mrg), gdzie kontrolę graniczną i celną osób, towarów oraz środków transportu wykonywała załoga strażnicy:
- Branice-Úvalno
- Boboluszki-Skrochovice.

## Wydarzenia
- 1956 – koniec czerwca, początek lipca w okresie tzw. „Wypadków poznańskich”, przy linii granicznej i w strefie działania, odnajdywano pakunki zawierające ulotki z tzw. „bibułą”, przytwierdzone do balonów leżących na ziemi[7]. W związku z masowością zjawiska, żołnierze otrzymali zezwolenie na użycie broni, celem zestrzelenia nisko przelatujących balonów (nawet jeśli znajdowały się na terytorium czechosłowackim, ale w zasięgu ognia – to samo czynili pogranicznicy czechosłowaccy)[8].

## Strażnice sąsiednie
- 215 strażnica WOP Pilszcz ⇔ 217 strażnica WOP Bliszczyce – 1946
- 215 strażnica OP Pilszcz ⇔ 217 strażnica OP Bliszczyce – 1949
- 223 strażnica WOP Pilszcz ⇔ 225 strażnica WOP Bliszczyce – 1954
- 13 strażnica WOP Pilszcz II kat. ⇔ 15 strażnica WOP Bliszczyce II kat. – 1956
- 13 strażnica WOP Pilszcz IV kat. ⇔ 11 strażnica WOP Bliszczyce IV kat. – 01.01.1960
- 14 strażnica WOP Pilszcz lądowa IV kat. ⇔ 12 strażnica WOP Bliszczyce lądowa IV kat. – 01.01.1964
- Strażnica WOP Pilszcz ⇔ Strażnica WOP Bliszczyce – do 1976.

## Komendanci/dowódcy strażnicy

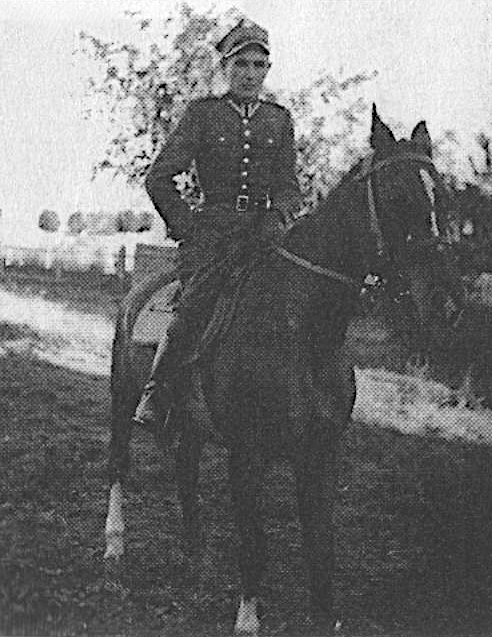
D-ca strażnicy por. Ludwik Gembarzewski (1949)

- por. Ludwik Gembarzewski (był w 1949)[9]
- por. Szymański
- kpt. Dominik Kurowski (był w 1967–był w 1974)
- por. Stanisław Marchwiak[10] (do 1976) – do rozformowania.